# ケトテリウム科
ケトテリウム科（Cetotheriidae）は主に新生代中新世前期 - 鮮新世後期にかけて生息したヒゲクジラの分類群の一つであり、コセミクジラの再分類が行われるまでは絶滅したと考えられていた。

## 分類

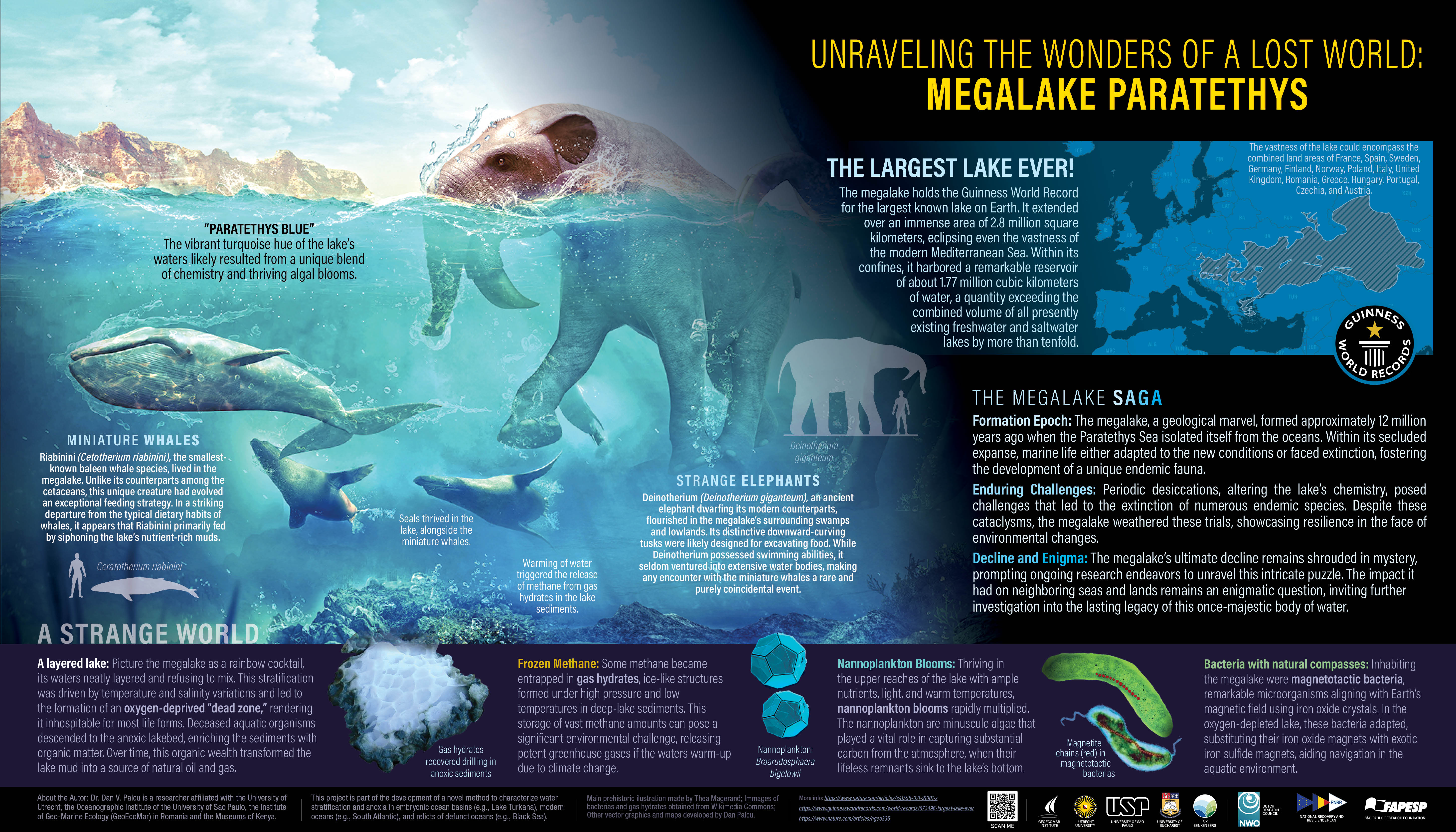
テチス海の名残の一つであり、大規模な湖であったパラテチス海 (英語版) にも生息していた C. riabinini は、湖の縮小につれて矮小化を経た結果、既知のヒゲクジラ類では最小の一種となったとされる。

鯨偶蹄目 - ヒゲクジラ亜目に属する。このケトテリウム科はナガスクジラ科の祖先を含むとされる。
かつてケトテリウム科は多様なヒゲクジラの絶滅群が属していた。属する種は80を超える程であったが、これは現生群に属さない化石ヒゲクジラ類を全てこの科に放り込んだ為であった。結果、この科は多系統となってしまっていた。
しかし、近年分類の整理が進められ、初期のグループはケトテリオプシス科として独立、エオミスティケタス上科に含められた。
また、ナガスクジラ上科内にペロケタス科、アグラオケタス科、ディオロケタス科の三つの科を新設する案も出され、ケトテリウム科は単系統の分類群として再定義される事になった。この再定義後を（狭義）ケトテリウム科、従来のものを（広義）ケトテリウム科と呼ばれる事が多い。新たな三科はほぼ耳骨の形態に基づいて定義されている為、この分類の妥当性については定かではない。しかし、いずれケトテリウム科内の分類見直しが進むにつれ、広義の呼び方は廃されるであろう。
さらに、コセミクジラがこの科の唯一の生存種である可能性が浮上した。

### 形態
（広義）ケトテリウム科に属する種の頭骨の形態には大きく二つのグループがある事が判明している。一つはケトテリウムなどで、上顎骨を構成する骨が後方へと伸長するグループ。もう一つは Parietobalaena など伸長が見られないグループである。このうち前者のみを（狭義）ケトテリウム科に分類される。以下の表には狭義ケトテリウム科には含まれないものも示す。
†ケトテリウム科 Cetotheriidae（多系統）
- ケトテリウム属 Cetotherium
- Piscobalaena
- Cophocetus
- Pinocetus
- Tiphyocetus
- Metopocetus
- Imerocetus
- Mesocetus
- Herpetocetus
- Isocetus
- Peripolocetus
- Halicetus
- Eucetotherium
- Cetotheriomorphus
- Thinocetus
- Otradnocetus
- Heterocetus
- Nannocetus
- Mixocetus
- Amphicetus
- Cephalotropis
- Piscocetus
- Rhegnopsis
- ?Parietobalaena
- ?Nanisocetus

ペロケタス科?
- ペロケタス属 Pelocetus

アグラオケタス科?
- アグラオケタス属 Aglaocetus

ディオロケタス科?
- ディオロケタス属 Diorocetus

科不明のナガスクジラ上科
- Mauicetus

エオミスティケタス上科ケトテリオプシス科として独立
- ケトテリオプシス属 Cetotheriopsis
- Micromysticetus